# Eps
Eps ist eine französische Gemeinde mit 242 Einwohnern (Stand 1. Januar 2022) im Département Pas-de-Calais in der Region Hauts-de-France. Sie gehört zum Arrondissement Arras, zum Kanton Saint-Pol-sur-Ternoise und zum Kommunalverband Ternois.

## Lage
Die Gemeinde Eps liegt im Artois in einem Seitental der Ternoise, 27 Kilometer westsüdwestlich von Béthune. Nachbargemeinden von Eps sind Boyaval im Nordosten, Hestrus im Südosten, Monchy-Cayeux im Süden, Anvin im Westen sowie Heuchin im Nordwesten.

## Bevölkerungsentwicklung
| Jahr                       | 1962 | 1968 | 1975 | 1982 | 1990 | 1999 | 2006 | 2016 | 2022 |
| -------------------------- | ---- | ---- | ---- | ---- | ---- | ---- | ---- | ---- | ---- |
| Einwohner                  | 317  | 302  | 279  | 249  | 222  | 182  | 235  | 249  | 242  |
| Quellen: Cassini und INSEE |      |      |      |      |      |      |      |      |      |

## Sehenswürdigkeiten
- Kirche Saint-Martin, Monument historique

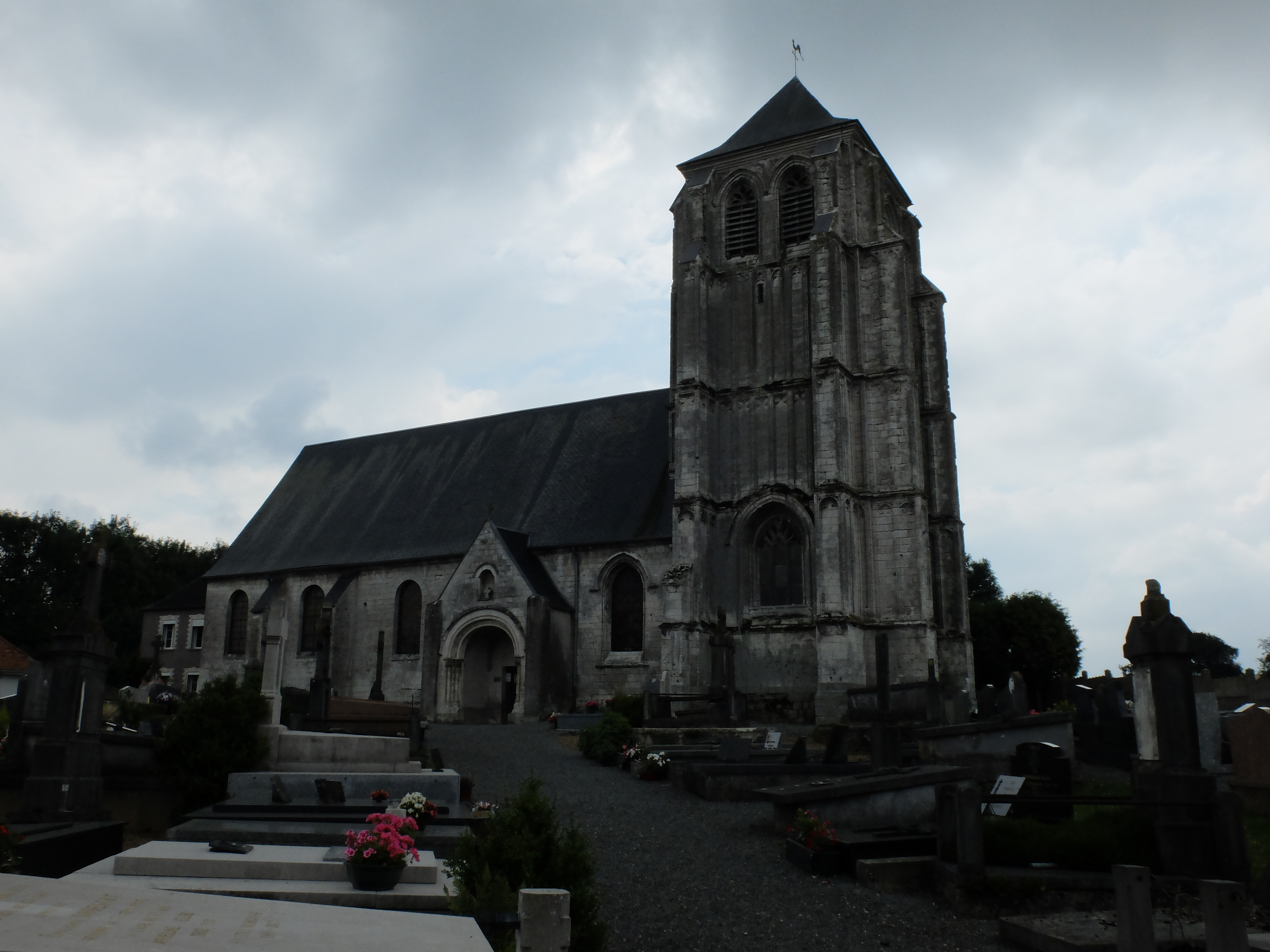
Kirche Saint-Martin